# Ahmad Matin-Daftari
Ahmad Matin-Daftari (en persan : احمد متین دفتری), dit Mo'in al-Dowleh, est un homme politique iranien né le 23 janvier 1897 et mort le 26 juin 1971 à Téhéran.
Né à Téhéran, fils de Mirza Mahmoud Khan Ain ol-Mamalek, il a étudié à l'école allemande de Téhéran et obtenu un doctorat en France.
Il a été sénateur au Parlement et Premier ministre à la chute du gouvernement de Mahmoud Jam.
Le premier recensement national a eu lieu en Iran pendant son mandat, ainsi que l'inauguration du premier émetteur de radio national.
Il a été emprisonné par Réza Chah en 1940.